# Idionyx yunnanensis
Idionyx yunnanensis är en trollsländeart som beskrevs av Zhou et al. 1994. Idionyx yunnanensis ingår i släktet Idionyx och familjen skimmertrollsländor. Inga underarter finns listade i Catalogue of Life.